# Белле (дворянский род)
дю Белле (фр. du Bellay) — старинная французская дворянская фамилия из Анжу, особенно прославленная тремя братьями: Гийомом, Жаном и Мартеном, занимавшими выдающееся место в истории литературы и политики Франции в царствование Франциска I.
Старший брат, Гийом дю Белле, 1491—1543), играл выдающуюся военную и дипломатическую роль в царствование Франциска I во время итальянских походов и в качестве посланника в Англии и Германии; в 1537—1543 годах был наместником Миланского герцогства. В качестве писателя был главным представителем французского гуманитарного направления. Его сочинения, из которых сохранились лишь весьма немногие, были содержания исторического, политического (письма и речи) и военного и написаны большей частью на латинском языке. Он написал также латинские стихотворения во вкусе своего времени. Широко было задумано им сочинение «Ogdoades», состоявшее из восьми книг, посвящённых истории Франциска I; из них сохранилась в рукописи только первая книга с предисловием, излагающим историю Франции до 1536 года.
Жан дю Белле (1493—1560) — французский кардинал и дипломат, епископ Байонны, архиепископ Парижа.
Третий брат, Мартен дю Белле (ок. 1495 — 1559), подобно Гийому участвовал в войнах Франциска I. В литературе приобрёл известность своими «Memoires historiques», образцовым произведением старинной французской историографии, которое он обработал в последние годы своей жизни и которое было в первый раз напечатано в 1569 году, потом до 1600 года выдержало несколько изданий, было переведено на латинский язык и служило главным источником для всех повествований о войнах Франциска I.
Знаменитый поэт Жоашен дю Белле (1522—1560) приходится двоюродным племянником всем перечисленным выше.